# Теминкова чинка
Теминковата чинка (Sporophila falcirostris) е вид птица от семейство Тангарови (Thraupidae). Видът е световно застрашен, със статут Уязвим.

## Разпространение и местообитание
Разпространен е в Аржентина, Бразилия и Парагвай.